# Niphetogryllacris annandalei
Niphetogryllacris annandalei är en insektsart som först beskrevs av Griffini 1914.  Niphetogryllacris annandalei ingår i släktet Niphetogryllacris och familjen Gryllacrididae. Inga underarter finns listade i Catalogue of Life.